# Назаровская (Коношский район)
Назаровская — деревня в Коношском районе Архангельской области. Входит в состав Климовского сельского поселения.

## География
Находится в юго-западной части Архангельской области на расстоянии приблизительно 36 км на запад-юго-запад по прямой от административного центра района поселка Коноша на восточном берегу озера Назаровское.

## История
В 1905 году здесь (деревня Кирилловского уезда Новгородской губернии) было учтено 20 дворов.

## Население
Численность населения: 115 человек (1905 год), 3 (русские 100 %) в 2002 году, 1 в 2010.